# إسماعيل الفتح
إسماعيل الفتح (مواليد 3 مارس 1982) هو حكم كرة قدم أمريكي مغربي المولد، يحكم في الدوري الأمريكي لكرة القدم منذ عام 2012، تم اختياره ليكون ضمن حكام بطولة كأس العالم 2022.